# حاکمیت بالینی
حاکمیت بالینی (به انگلیسی: Clinical governance)، اصطلاحی است که برای توصیف نوعی رویکرد طبقه‌بندی شده و برنامه‌ریزی شده (سیستماتیک)، به منظور حفظ کیفیت مراقبت از بیماران و بهبود این کیفیت در نظام سلامت، مورد استفاده قرار می‌گیرد. واژه حاکمیت بالینی در نظام سلامت به دنبال فاجعه بچه‌های بریستول در ۱۹۹۵ مصطلح شد که در آن متخصص بیهوشی دکتر استفان بولسین میزان بالای مرگ کودکان در جراحی قلب در بیمارستان سلطنتی بریستول را فاش ساخت. این پدیده، از آن پس به‌طور بنیادین در نظام خدمات بهداشت ملی (بیمه خدمات درمانی) انگلستان مورد توجه دقیق قرار گرفت و مسائل مربوط به آن موشکافی شد، به‌طوری‌ که تعریفی رسمی از آن به شرح ذیل، مورد پذیرش گسترده واقع شد:
حاکمیت بالینی عبارت از چارچوبی است که در محدودهٔ آن، سازمان‌های ارائه دهندهٔ خدمات درمانی موظف به پاسخگویی به‌طور مستمر و بهبود و ارتقاء کیفیت خدمات خود هستند و لازم است ضمن حفظ استانداردهای بالای مراقبت از بیماران، به ایجاد محیطی بپردازند که در آن، مراقبت‌های بالینی در برترین شکل خود به شکوفایی خواهد رسید.
تعریف بالا، سه ویژگی کلیدی و اساسی در نظر گرفته شده برای مفهوم حاکمیت بالینی را در بر گرفته‌است. این سه ویژگی عبارتند از: قابل تصدیق بودن یا نمایان بودن استانداردهای بالای مراقبت، مسئولیت‌پذیری و پاسخگویی شفاف در قبال این استانداردها، و دستیابی به بهبودی و سلامت پویا و ثابت و پایدار.
مفهوم و محتوای این پدیده (حاکمیت بالینی)، دارای برخی شباهت‌ها با مفهومی به مراتب وسیعتر و گسترده‌تر که با عنوان حاکمیت تعاونی‌ها شناخته می‌شود، می‌باشد. بر مبنای این مفهوم شرکت‌های بزرگ، سازمان‌ها، و سایر سیستم‌ها و فرایندهای تولیدی و خدماتی، موظف به تضمین کیفیت، پاسخگویی و إعمال مدیریت مناسب در عملیات سازمانی و ارائه خدمات خویش می‌باشند. با این حال حاکمیت بالینی تنها با سازمان‌ها و مؤسساتی مربوط است که به امور بهداشتی و مراقبتهای اجتماعی می‌پردازند، و تنها جنبه‌هایی از چنین سازمان‌های را تحت تأثیر قرار می‌دهد، که در ارتباط با ارائه خدمات به بیماران و مراقبت از آن‌ها باشند، و با سایر فرایندهای کسب و کار این سازمان‌ها که با مقوله مراقبت و ارائه خدمات درمانی به بیماران مربوط نباشند، ارتباطی ندارد. در این ارتباط مفهوم «حاکمیت یکپارچه» به منظور اشاره به وظایف سازمان‌ها و مؤسسات ارائه‌کنندهٔ خدمات بهداشتی و سلامتی بخش، در عرصه حاکمیت تعاونی‌ها و حاکمیت بالینی به وجود آمده‌است که به اداره امور شرکت‌ها با بهره از این دو پدیده می‌پردازد.
تا قبل از سال ۱۹۹۹ میلادی، مسئولیت‌های قانونی اصلی هیئت امنای سازمان‌های بیمه خدمات درمانی در بریتانیا منحصر به اطمینان یافتن از مدیریت مناسب مالی در سازمان‌های ارائه دهندهٔ خدمات و سطح قابل قبول ایمنی بیمار در این سازمان‌ها بود و هیئت امناء تا به آن زمان هیچگونه وظیفه قانونی برای اطمینان از سطح خاصی از کیفیت در این موسسات بر عهده نداشت. در واقع تا آن زمان، حفظ و بهبود کیفیت مراقبت‌ها از جملهٔ مسئولیت‌های حرفه‌ای مربوط به مشاغل بالینی در نظر گرفته می‌شد. اما از سال ۱۹۹۹ هیئت امنای مذکور، مسئولیت قانونی حفظ و ارتقاء کیفیت مراقبت‌های بهداشتی و درمانی را به عهده گرفت و مسئولیت ارزیابی این خدمات نیز به وظایف قانونی دیگر آن افزوده شد. حاکمیت بالینی، مکانیزم یا روشی است که به منظور انجام این مسئولیت از آن بهره گرفته می‌شود.
«حاکمیت بالینی» هیچ گونه ساختار مخصوص، سیستم یا فرایندی را برای حفظ و بهبود کیفیت مراقبت به نهاد و سازمان دیگری وانمی گذارد، و هیچ مقوله‌ای در عرصه حفظ و بهبود کیفیت مراقبت وجود ندارد، جز اینکه مسئولیت مربوط بدان در مجموعه حاکمیت بالینی تعیین و طراحی شده‌است.

## اجزای حاکمیت بالینی
حاکمیت بالینی از هفت محور زیر تشکیل شده‌است:
1. آموزش و تعلیم
2. ممیزی بالینی
3. اثربخشی بالینی
4. مدیریت کارکنان
5. استفاده ازاطلاعات
6. مدیریت خطر
7. مشارکت بیماران و همراهان